# Aderus atrofasciatus
Aderus atrofasciatus is een keversoort uit de familie schijnsnoerhalskevers (Aderidae). De wetenschappelijke naam van de soort werd in 1923 gepubliceerd door Maurice Pic.